# Oliver Bond
Oliver Bond (Letterkenny, 1762 – Londra, 6 settembre 1798) è stato un rivoluzionario irlandese, divenuto uno dei leader del movimento indipendentista della Society of United Irishmen, partecipò alla rivolta irlandese del 1798 e fu arrestato, processato ed imprigionato a seguito del fallimento della rivolta.
Nato in un piccolo villaggio dell'Ulster, suo padre era un sacerdote presbiteriano, divenne un commerciante di lana e nel 1786 si trasferì a Dublino, dove cinque anno dopo entrò in contatto con il movimento indipendentista della Society of United Irishmen, sposando la figlia di uno dei suoi leader, il fabbro Henry Jackson. Il 1º marzo 1793 fu arrestato insieme ad un altro attivista, di nome Simon Butler, e venne liberato dietro cauzione di circa 500 sterline. Nella sua casa si tenne una riunione dei rivoltosi il 19 febbraio 1798 e a causa di ciò il 12 marzo 1798, dietro la denuncia di un suo stesso compagno d'armi, la sua abitazione venne circondata dai soldati inglesi che lo arrestarono. Dopo aver subito un rapido processo per alto tradimento e, nonostante venisse difeso strenuamente dal celebre oratore e politico irlandese John Philpot Curran, venne condannato a morte, pena che fu poi comminata alla prigione a vita.
Morì in circostanze misteriose (ufficialmente di apoplessia) nella prigione di Newgate, probabilmente ucciso da un altro prigioniero. Le sue spoglie vennero sepolte nel cimitero della chiesa dublinese di St. Michan. Dopo la sua morte, sua moglie Margaret si trasferì negli Stati Uniti, a Baltimora dove morì il 15 settembre 1843.
| Controllo di autorità | VIAF (EN) 315945236 |